# Jurques
Jurques és un municipi francès situat al departament de Calvados i a la regió de Normandia. L'any 2007 tenia 625 habitants.

## Demografia

### Població
El 2007 la població de fet de Jurques era de 625 persones. Hi havia 226 famílies de les quals 53 eren unipersonals (34 homes vivint sols i 19 dones vivint soles), 69 parelles sense fills, 96 parelles amb fills i 8 famílies monoparentals amb fills.
La població ha evolucionat segons el següent gràfic:
Habitants censats

### Habitatges
El 2007 hi havia 266 habitatges, 234 eren l'habitatge principal de la família, 14 eren segones residències i 19 estaven desocupats. 257 eren cases i 6 eren apartaments. Dels 234 habitatges principals, 174 estaven ocupats pels seus propietaris, 57 estaven llogats i ocupats pels llogaters i 2 estaven cedits a títol gratuït; 1 tenia una cambra, 6 en tenien dues, 28 en tenien tres, 70 en tenien quatre i 129 en tenien cinc o més. 168 habitatges disposaven pel capbaix d'una plaça de pàrquing. A 90 habitatges hi havia un automòbil i a 131 n'hi havia dos o més.

### Piràmide de població
La piràmide de població per edats i sexe el 2009 era:
| Homes | Edats   | Dones |
| ----- | ------- | ----- |
| 0     | 95 o +  | 0     |
| 0     | 90 a 94 | 4     |
| 0     | 85 a 89 | 4     |
| 0     | 80 a 84 | 12    |
| 4     | 75 a 79 | 4     |
| 12    | 70 a 74 | 12    |
| 16    | 65 a 69 | 16    |
| 12    | 60 a 64 | 24    |
| 0     | 55 a 59 | 8     |
| 28    | 50 a 54 | 20    |
| 12    | 45 a 49 | 28    |
| 28    | 40 a 44 | 16    |
| 16    | 35 a 39 | 8     |
| 36    | 30 a 34 | 12    |
| 24    | 25 a 29 | 24    |
| 16    | 20 a 24 | 20    |
| 8     | 15 a 19 | 28    |
| 4     | 10 a 14 | 8     |
| 12    | 5 a 9   | 32    |
| 20    | 0 a 4   | 16    |

## Economia
El 2007 la població en edat de treballar era de 429 persones, 321 eren actives i 108 eren inactives. De les 321 persones actives 295 estaven ocupades (156 homes i 139 dones) i 26 estaven aturades (11 homes i 15 dones). De les 108 persones inactives 45 estaven jubilades, 32 estaven estudiant i 31 estaven classificades com a «altres inactius».

### Ingressos
El 2009 a Jurques hi havia 244 unitats fiscals que integraven 626,5 persones, la mediana anual d'ingressos fiscals per persona era de 16.226 €.

### Activitats econòmiques
Dels 18 establiments que hi havia el 2007, 2 eren d'empreses extractives, 1 d'una empresa alimentària, 2 d'empreses de construcció, 7 d'empreses de comerç i reparació d'automòbils, 2 d'empreses d'hostatgeria i restauració, 1 d'una empresa financera i 3 d'empreses classificades com a «altres activitats de serveis».
Dels 3 establiments de servei als particulars que hi havia el 2009, 1 era un taller de reparació d'automòbils i de material agrícola, 1 guixaire pintor i 1 fusteria.
L'únic establiment comercial que hi havia el 2009 era una fleca.
L'any 2000 a Jurques hi havia 25 explotacions agrícoles que ocupaven un total de 868 hectàrees.

## Equipaments sanitaris i escolars
El 2009 hi havia una escola elemental.

## Poblacions més properes
El següent diagrama mostra les poblacions més properes.